# Billy Joe
«Billy Joe» es una canción del grupo de rock español Dinamita pa' los Pollos, publicada como sencillo en 1990.

## Descripción
Tema de ritmo trepidante, con aires country rock y hillbilly, con música pegadiza, calificada de comercial y de himno popular y una letra repetitiva divertida.